# Trichogramma daumalae
Trichogramma daumalae is een vliesvleugelig insect uit de familie Trichogrammatidae. De wetenschappelijke naam is voor het eerst geldig gepubliceerd in 1984 door Dugast & Voegelé.